# Theuderik van de Berg Hor

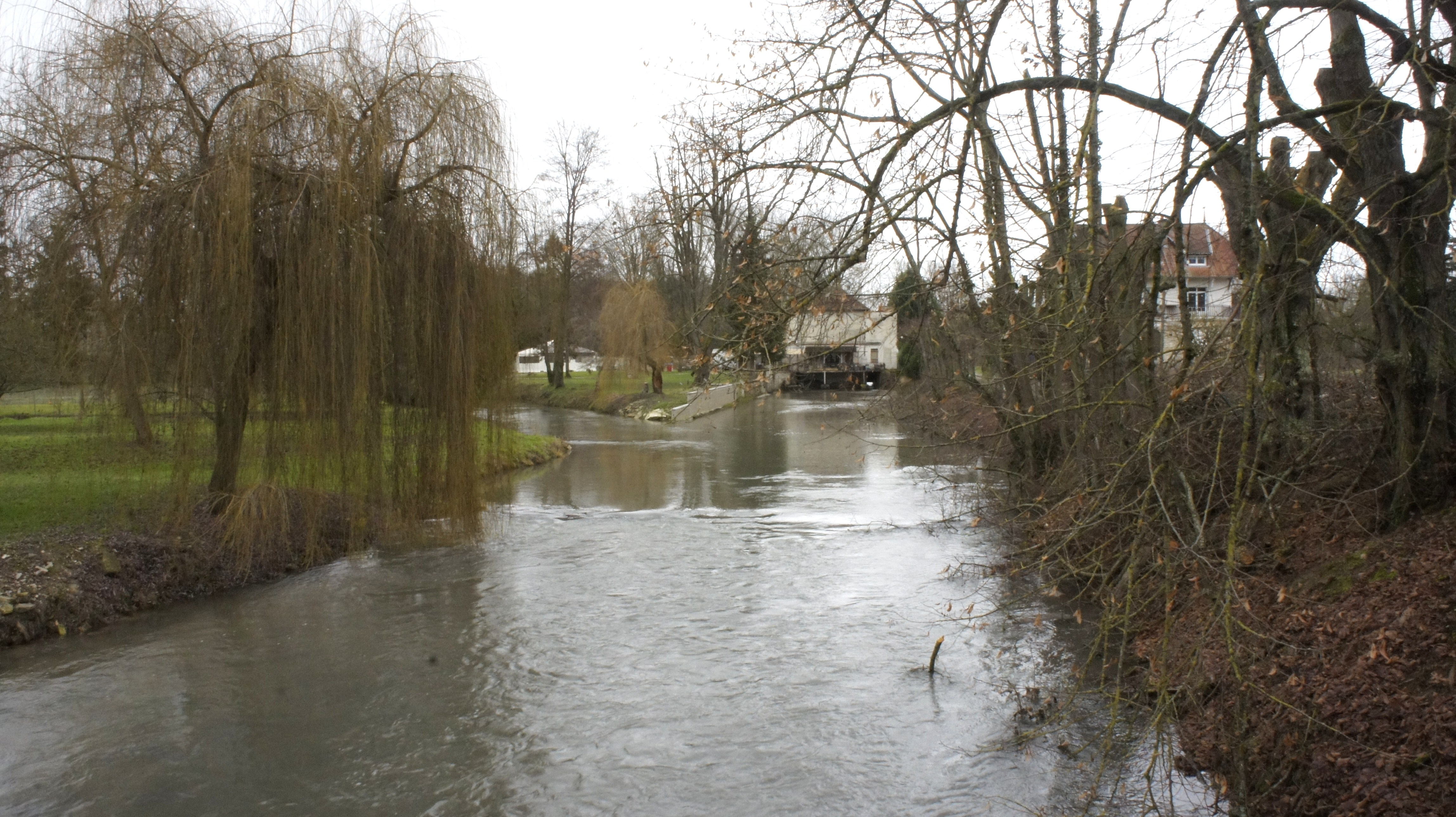
Auménancourt, geboorteplaats van Theuderik

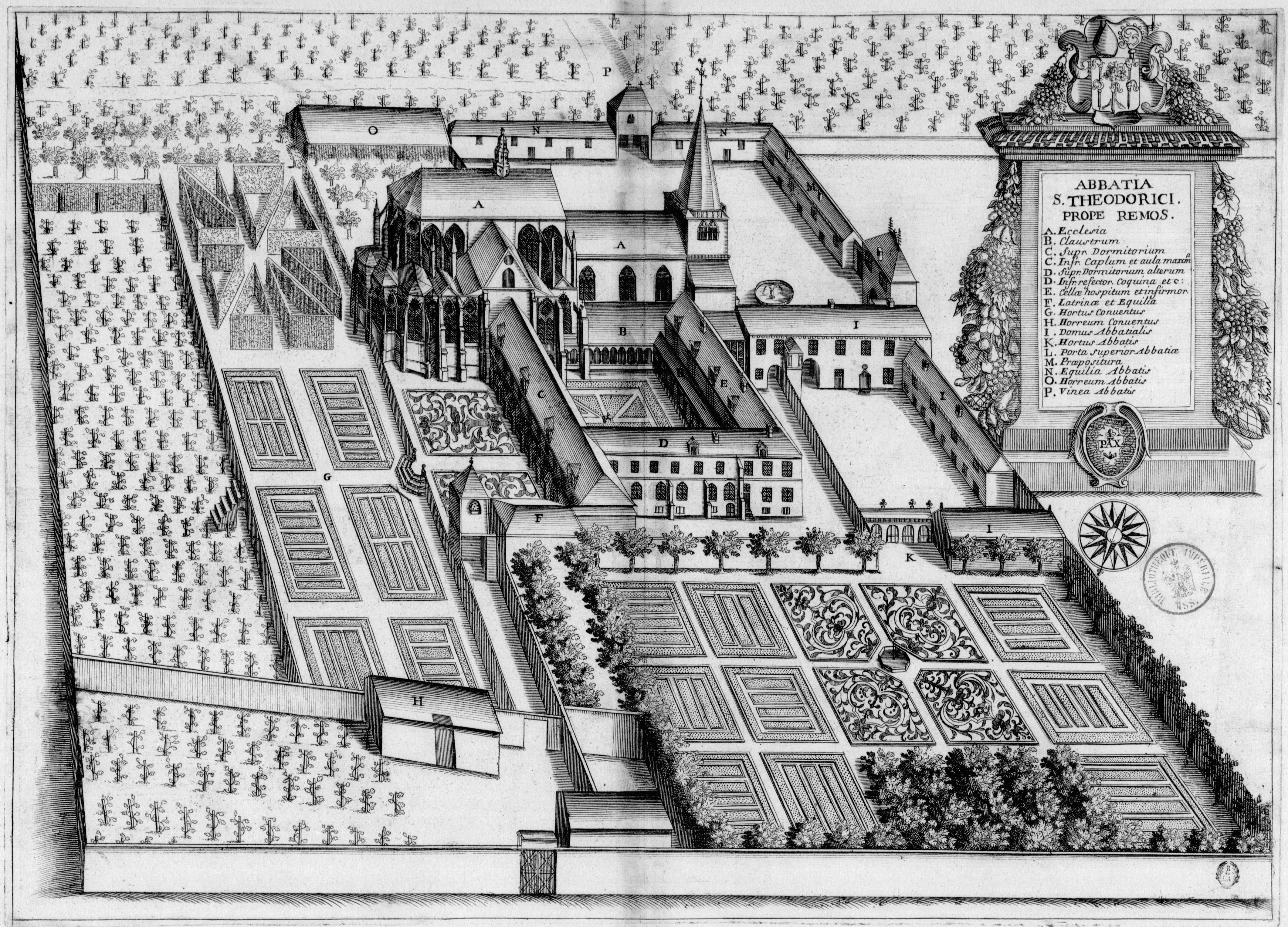
Latere benedictijnenklooster van de heilige Theuderik van de Berg Hor, nabij Reims (972-1778)

Theuderik van de Berg Hor (eind 5e eeuw Auménancourt - Saint-Thierry 533) was een leerling van aartsbisschop Remigius van Reims. Theuderik stichtte nabij Reims op de berg Hor, in de huidige gemeente Saint-Thierry, het klooster dat vanaf de 10e eeuw eeuwenlang zijn naam droeg (tot 1778).

## Levensloop
Theuderik werd geboren op het einde van de 5e eeuw, mogelijks begin 6e eeuw, in het dorp Auménancourt, nabij Reims. De vader van Theuderik heette Marcard en was de leider van een bende struikrovers. Theuderik wilde geen struikrover worden en wilde evenmin trouwen op zijn trouwdag. Zijn verloofde, zijn vader en hijzelf trokken naar aartsbisschop Remigius in Reims. De aartsbisschop annuleerde het huwelijk en wijdde Theuderik tot priester; de vrouw keerde terug naar haar familie. Theuderik werd een trouwe leerling van Remigius en, volgens de kroniekschrijvers, vergezelde Theuderik hem bij elke verplaatsing en bij elk evenement in Reims.
Aartsbisschop Remigius vertrouwde Theuderik een nieuwe taak toe: de stichting van een klooster, dat onder bisschoppelijk bestuur zou blijven. De keuze ging naar de berg Hor. De berg lag in de buurt van Reims en was genoemd naar de berg Hor in de bijbel. De berg Hor was bebost met uitzondering van een boerderij, genaamd Gaugis; de berg was grotendeels ontoegankelijk. De boerderij zou opgericht zijn op bevel van Clovis. Clovis had de berg met de boerderij geschonken aan Remigius, na zijn bekering en doop. De naam Gaugis verdween want Theuderik, de eerste abt, noemde zijn klooster naar Sint-Bartholomeus. Als symbool koos Theuderik een witte arend, die naar verluidt op de berg Hor huisde. Theuderik leefde aanvankelijk eenzaam op de berg Hor. Langzaam kreeg hij versterking van monniken, die zich bezig hielden met ontbossing, ontginning van landbouwgrond en bekeringen in de omliggende dorpen. 
De heiligenlegendes over Theuderik vermelden miraculeuze genezingen. Dit trok volk naar de Berg Hor. De bekendste genezing was deze van koning Theuderik I, naamgenoot van abt Theuderik: hij genas van blindheid. Theuderik slaagde in zijn missie van bekeringen in de streek van Reims; de bekendste bekeerling was zijn vader Marcard, die naar verluidt kloosterling werd bij zijn zoon.
Theuderik stierf in 533 in het door hem gestichte klooster van Sint-Bartholomeus. Zijn begrafenis gebeurde met een grootse plechtigheid op de berg Hor; het lichaam van Theuderik werd in het graf gelegd gezamenlijk door koning Theuderik, bisschop Nicetius van Tier, bisschop Lupus van Soissons en door bisschop Hesperius van Metz. Theuderik van de berg Hor werd heilig verklaard op vraag van Merovingische vorsten. Zijn gebeente werd in het klooster van de berg Hor eeuwenlang bewaard en vereerd. 

## Nalatenschap
- In 972 werd het klooster een benedictijnenklooster en droeg het voortaan de naam van de heilige Theuderik van de berg Hor (tot de afschaffing in 1778). Het prestige van dit klooster nabij Reims was zo groot dat Franse koningen er kwamen eten, nadat zij in Reims hun investituur tot koning van Frankrijk hadden gekregen.
- Het dorp rond het klooster kreeg later de naam Saint-Thierry.